# Czepiele (rejon prużański)
Czepiele (biał. Чапялі, Czapiali; ros. Чепели, Czepieli) – wieś na Białorusi, w obwodzie brzeskim, w rejonie prużańskim, w sielsowiecie Suchopol.
W latach 1921–1939 należała do gminy Suchopol.
Według Powszechnego Spisu Ludności z 1921 roku wieś zamieszkiwało 351 osób, wśród których było 349 wyznania prawosławnego a 2 mojżeszowego. Jednocześnie wszyscy 4 mieszkańców zadeklarowało polską przynależność narodową, 344 białoruską, 2 żydowską a jeden inną (rosyjską lub rusińską). We wsi było 76 budynków mieszkalnych.